# Campylaimus minor
Campylaimus minor är en rundmaskart som beskrevs av Timm 1961. Campylaimus minor ingår i släktet Campylaimus och familjen Axonolaimidae. Inga underarter finns listade i Catalogue of Life.